# Tracto espinocerebeloso
El tracto espinocerebeloso es un tracto nervioso que se origina en la médula espinal y termina en el mismo lado (ipsilateral) del cerebelo.

## Origen de la información propioceptiva
La información propioceptiva se obtiene a través de los órganos tendinosos de Golgi y los husos musculares.
- Los órganos tendinosos de Golgi consisten en una cápsula fibrosa que encierra fascículos tendinosos y terminaciones nerviosas desnudas que responden a la tensión en el tendón provocando potenciales de acción en aferentes de tipo Ib. Estas fibras son relativamente grandes, mielinizadas y de conducción rápida.
- Los husos musculares controlan la longitud dentro de los músculos y envían información a través de aferentes Ia más rápidos. Estos axones son más grandes y rápidos que los aferentes de tipo Ia (procedentes tanto de fibras de la bolsa nuclear como de fibras de la cadena nuclear) y de tipo II (únicamente de fibras de la cadena nuclear).

Todas estas neuronas son sensoriales (de primer orden o primarias) y tienen sus cuerpos celulares en los ganglios de la raíz dorsal. Atraviesan las capas I-VI de la lámina de Rexed de la columna gris posterior (asta dorsal) para formar sinapsis con las neuronas de segundo orden o secundarias de la capa VII, justo debajo del asta dorsal. 

## Subdivisiones del tracto
El tracto se divide en:

### Tracto espinocerebeloso dorsal
El tracto espinocerebeloso dorsal (tracto espinocerebeloso posterior, fascículo de Flechsig, tracto de Flechsig) transmite información propioceptiva desde los propioceptores de los músculos esqueléticos y las articulaciones hasta el cerebelo.
Forma parte del sistema somatosensorial y discurre en paralelo con el tracto espinocerebeloso ventral. Transporta información propioceptiva desde los husos musculares y los órganos tendinosos de Golgi de la parte ipsilateral del tronco y la extremidad inferior. La información propioceptiva llega a la médula espinal a través de los procesos centrales de los ganglios de la raíz dorsal (neuronas de primer orden). Estos procesos centrales viajan a través del asta dorsal donde hacen sinapsis con las neuronas de segundo orden del núcleo de Clarke. Las fibras axónicas del núcleo de Clarke transmiten esta información propioceptiva en la médula espinal en la región periférica del funículo lateral ipsilateral. Las fibras siguen su curso a través de la médula oblonga del tronco encefálico, punto en el que atraviesan el pedúnculo cerebeloso inferior y llegan al cerebelo, donde se procesa la información propioceptiva inconsciente. 
Este tracto implica a dos neuronas y termina en el mismo lado del cuerpo.
Los términos fascículo de Flechsig y tracto de Flechsig deben su nombre al neuroanatomista, psiquiatra y neuropatólogo alemán Paul Flechsig.

### Tracto espinocerebeloso ventral
El tracto espinocerebeloso ventral (o tracto espinocerebeloso anterior) transmite información propioceptiva del cuerpo al cerebelo. Históricamente, también se ha conocido como columna (o fascículo o tracto) de Gowers, en honor a Sir William Richard Gowers.
Forma parte del sistema somatosensorial y discurre en paralelo con el tracto espinocerebeloso dorsal. En ambos tractos intervienen dos neuronas. El tracto espinocerebeloso ventral cruzará primero al lado opuesto del cuerpo en la médula espinal como parte de la comisura blanca anterior y luego volverá a cruzar para terminar en el cerebelo (lo que se conoce como "doble cruce"), en comparación con el tracto espinocerebeloso dorsal, que no decusa, o cruza lados, en todo su recorrido.
El tracto ventral (bajo L2/L3) obtiene su información propioceptiva/de tacto fino/vibración de una neurona de primer orden, con su cuerpo celular en un ganglio dorsal. El axón discurre por la fila radicular hasta el asta dorsal de la sustancia gris. Allí hace sinapsis con las dendritas de dos neuronas: éstas envían sus axones bilateralmente al borde ventral de los funículos laterales. Las fibras del tracto espinocerebeloso ventral entran entonces en el cerebelo a través del pedúnculo cerebeloso superior. Esto contrasta con el tracto espinocerebeloso dorsal (C8 - L2/L3), que sólo tiene 1 axón unilateral que tiene su cuerpo celular en la columna de Clarke (sólo a nivel de C8 - L2/L3).
Se origina en el asta ventral en los niveles espinales lumbosacros. Los axones cruzan primero la línea media de la médula espinal y discurren por el borde ventral de los funículos laterales. Estos axones ascienden hasta la protuberancia, donde se unen al pedúnculo cerebeloso superior para entrar en el cerebelo. Una vez en la sustancia blanca profunda del cerebelo, los axones vuelven a cruzar la línea media, emiten colaterales a los núcleos globoso y emboliforme, y terminan en la corteza del lóbulo anterior y el vermis del lóbulo posterior. 

#### Comparación con el tracto espinocerebeloso dorsal
Cuando se cortan las raíces dorsales en un gato que realiza un ciclo de pasos, se pierde la excitación periférica y el tracto espinocerebeloso dorsal no tiene actividad; el tracto espinocerebeloso ventral sigue mostrando actividad. Esto sugiere que el tracto espinocerebeloso dorsal transporta información sensorial al espinocerebelo a través del pedúnculo cerebeloso inferior durante el movimiento (ya que se sabe que el pedúnculo inferior contiene fibras del tracto dorsal), y que el tracto espinocerebeloso ventral transporta información motora generada internamente sobre el movimiento a través del pedúnculo cerebeloso superior.

### Fibras arcuatas externas posteriores
Las fibras arcuatas externas posteriores (fibras arcuatas externas dorsales o tracto cuneocerebeloso) tienen su origen en el núcleo cuneado accesorio; pasan al pedúnculo cerebeloso inferior del mismo lado. El término "tracto cuneocerebeloso" también se utiliza para describir componentes exteroceptivos y propioceptivos que se originan en los núcleos grácil y cuneado; pasan al pedúnculo cerebeloso inferior del mismo lado.
Las fibras arcuatas externas posteriores transportan información propioceptiva de las extremidades superiores y el cuello. Es un análogo del tracto espinocerebeloso dorsal para las extremidades superiores. En este contexto, el "cuneo-" deriva del núcleo cuneado accesorio, no del núcleo cuneado. (Los dos núcleos están relacionados en el espacio, pero no en la función).
No se sabe con certeza si las fibras se continúan directamente desde los fascículos grácil y cuneado hacia el pedúnculo inferior. 

### Tracto espinocerebeloso rostral
El tracto espinocerebeloso rostral es un tracto que transmite información desde los órganos tendinosos de Golgi de la mitad craneal del cuerpo hasta el cerebelo. Termina bilateralmente en el lóbulo anterior del cerebelo (pedúnculo cerebeloso inferior) tras viajar ipsilateralmente desde su origen en la porción cervical de la médula espinal. Llega al cerebelo en parte a través del conjuntivo braquial (pedúnculo cerebeloso superior) y en parte a través del cuerpo restiforme (pedúnculo cerebeloso inferior).

## Vía de los tractos dorsal y espinocuneocerebeloso
Las neuronas sensoriales hacen sinapsis en una zona conocida como núcleo de Clarke o "columna de Clarke".
Se trata de una columna de cuerpos celulares de neuronas de relevo dentro de la sustancia gris media de la médula espinal en la capa VII (justo debajo del asta dorsal), concretamente entre T1-L3. Estas neuronas envían axones a la médula espinal y se proyectan ipsilateralmente a las zonas mediales del cerebelo a través del pedúnculo cerebeloso inferior. 
Por debajo de L3, las neuronas de relevo pasan al fascículo gracilis (normalmente asociado con el sistema lemniscal medial de la columna dorsal) hasta L3, donde hacen sinapsis con el núcleo de Clarke (lo que provoca un considerable agrandamiento caudal).
Las neuronas del núcleo cuneado accesorio tienen axones que se dirigen al cerebelo ipsilateral a través del pedúnculo cerebeloso inferior.

## Vía de los tractos espinocerebelosos ventral y rostral
Algunas neuronas del tracto espinocerebeloso ventral forman sinapsis con neuronas de la capa VII de L4-S3. La mayoría de estas fibras cruzan al funículo lateral contralateral a través de la comisura blanca anterior y a través del pedúnculo cerebeloso superior. A menudo, las fibras vuelven a cruzarse dentro del cerebelo para terminar en el lado ipsilateral. Por esta razón, el tracto se denomina a veces "doble cruce".
El tracto rostral hace sinapsis en la lámina del asta dorsal (zona gris intermedia) de la médula espinal y asciende ipsilateralmente al cerebelo a través del pedúnculo cerebeloso inferior.

## Imágenes adicionales

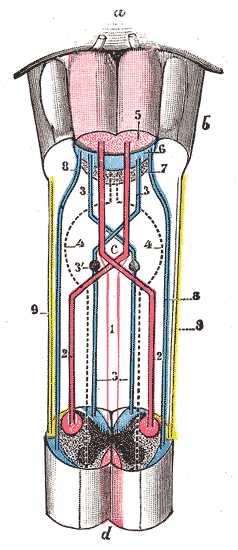
Disección de las pirámides.
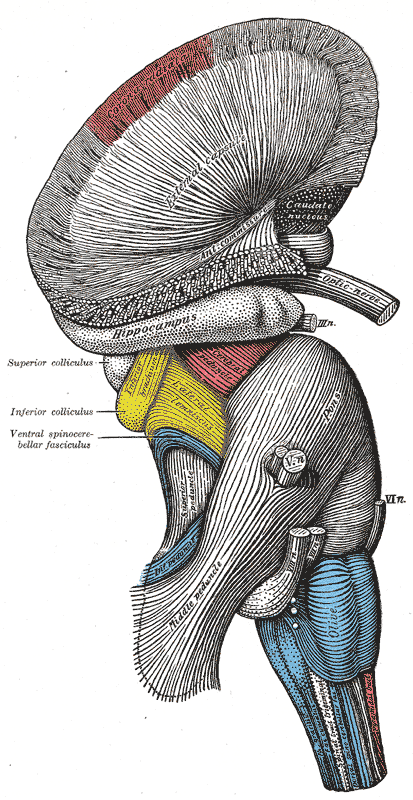
Disección superficial del tronco cerebral. Vista lateral.
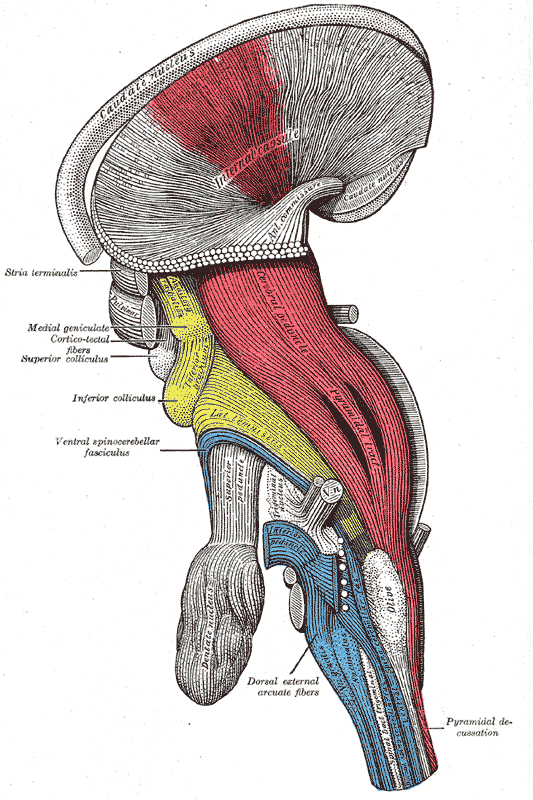
Disección profunda del tronco encefálico. Vista lateral.
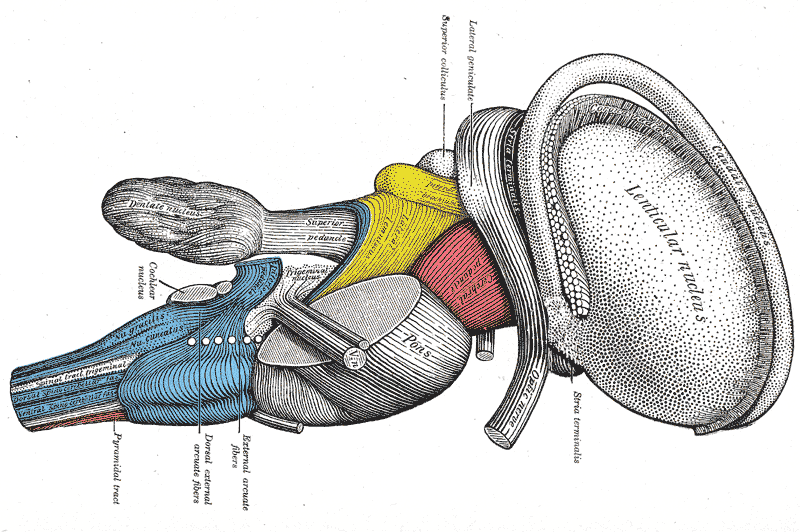
Disección del tronco cerebral. Vista lateral.
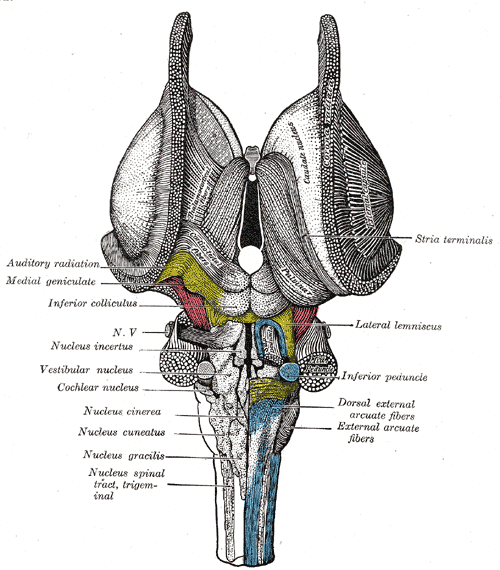
Disección del tronco cerebral. Vista dorsal.

## Lectura adicional
- Oscarsson, O.; Uddenberg, N. (1 de mayo de 1965). «Propiedades de las conexiones aferentes al tracto espinocerebeloso rostral en el gato». Acta Physiologica Scandinavica 64 (1-2): 143-153. PMID 14347272. doi:10.1111/j.1748-1716.1965.tb04163.x. (en inglés)